# Панахаикон
Панахаико́н (греч. Παναχαϊκòν) или Панахаико (Παναχαϊκò) — гора в Греции, на северо-западе Пелопоннеса. Находится в периферийной единице Ахее в периферии Западной Греции. Самые высокие пики — Башня Глупца (Πύργος του Παλαβού, 1926 м), Водиас (Βοδιάς, 1836 м), Гора святого Георгия (Βουνό του Γιώργη, 1804 м), Бармбас (Μπάρμπας, 1615 м) и Кранья (Κρανιά, 1304 м). Граничит с горами Ароания и Эримантос. На южном склоне Панахаикона стоит деревня Платанос.
Состоит из флиша.